# Japan Hot 100
Japan Hot 100 – lista przebojów w Japonii, której notowania sporządzane są przez Billboard i Hanshin Contents Link od lutego 2008 roku. Co tydzień nowe notowanie jest publikowane w środę na stronie billboard-japan.com (JST) i w czwartek na billboard.com (UTC). Japan Hot 100 ma podobną strukturę do oficjalnego amerykańskiego notowania Hot 100, notowanie oparte jest na sprzedaży płyt, cyfrowej oraz częstotliwości nadawania poszczególnych utworów na antenach stacji radiowych.
Od początku istnienia listy do grudnia 2010 roku, lista łączyła dane sprzedaży CD singli od SoundScan Japan, śledząc fizyczną sprzedaż w sklepach w całej Japonii, a także dane z japońskich stacji radiowych pochodzące z japońskiej firmy Plantech. W grudniu 2010 roku dodano informacje o sprzedaży w sklepach internetowych, jak również sprzedaży z iTunes Japan. Od grudnia 2013 roku Billboard dodało dwa dodatkowe czynniki do listy Japan Hot 100: tweety odnoszące się do utworów z danych Twittera zebrane przez NTT DATA, jak również dane pochodzące z Gracenote – ile razy dana płyta została włożona do komputera.
Pierwszą piosenką, która uplasowała się na szczycie notowania była „Stay Gold” Hikaru Utady, a było to 21 stycznia 2008 roku, natomiast pierwszą piosenką niejapońskojęzyczną odnotowaną na szczycie listy był singel "Bleeding Love" Leony Lewis.